# 伏見哲夫
伏見 哲夫（ふしみ てつお、1946年10月13日 - ）は、愛知県出身の俳優。
身長173cm。体重52kg。血液型はO型。
東京演劇アンサンブル、伊藤正次演劇研究所の講師を経て、ラッシュアップに所属。
日本ナレーション演技研究所、ジャパンアクションエンタープライズでは講師も担当している。

## 出演

### 映画
- 病院坂の首縊りの家（1979年） - ジャズ演奏者 役
- 帝都物語 外伝（1995年）
- 凶悪（2013年） - 裁判長 役

### テレビドラマ
- 相棒
  - season5 第15話「裏切者」（2007年1月31日）- 天ぷら店「稲ぎく」主人 役
  - season6 - 法務省司法調査部長 常盤克信 役
    - 第1話「複眼の法廷」（2007年10月24日）
    - 最終話「黙示録」（2008年3月19日）

  - season12 第18話「待ちぼうけ」（2014年3月12日） - 友部履物店 元 従業員・津久井和夫 役
- 悪妻物語
- 尼さん探偵名推理4
- 嵐がくれたもの - 中村 役
- 月曜ドラマスペシャル 「フォトグラファー桜井美由紀3」（1998年） - 秋谷康彦 役
- 嘘でもいいから
- 月曜ゴールデン 「占い師みすず 事件は運命の彼方に1」（2006年） - 峰崎校長 役
- 運命の人 - 高槻 役
- 運命岬に立つ女
- おめでとう!!
- 俺はおまわり君
- 女ふたり捜査官
- 女ともだち - 笠井 役
- 海岸物語 昔みたいに… - 坂本 役
- 家族の食卓
- 彼女たちのクリスマス
- 火曜サスペンス劇場
  - 警視庁鑑識班（10・11・13・14・16・17・19）- 矢島検視官 役
  - 弁護士・朝日岳之助19「死亡時刻の罠」（2003年2月18日）- 裁判長 役
- 火曜ドラマゴールド
  - 監察医・室生亜季子37「最後の解剖」（2007年3月27日）- 鑑識課長・逢坂 役
- 君は今どこに
- ギャルボーイ!
- 京都迷宮案内1
- 嫌われ松子の一生
- 禁じられた遊び
- 金田一耕助シリーズ・女王蜂
- 金曜プレステージ
  - 所轄刑事8「信州・安曇野〜白骨温泉 売春組織に迫る復讐の剣」- 松本教育大学の剣道師範（2013年1月18日）
- クリスマスの花束
- KEIKO2001運転訓練生物語
- 刑事
- 警視庁機動捜査隊216V - 竹山文雄 役
- 芸者小春姐さん奮闘記5
- 月曜ドラマスペシャル
  - 松本清張特別企画・夜光の階段（1995年9月25日）
  - 十津川警部シリーズ13「特急しなの21号殺人事件」（1997年9月29日）- 日本海銀行調布支店・支店長 役
  - ブライダルコーディネーターの事件簿2「名古屋嫁とり殺人事件」（1998年3月16日）- 伊達拓麿の弟・伊達欣治 役
- 月曜ミステリー劇場
  - 森村誠一サスペンスシリーズ2「窓」（2003年1月27日）
  - 森村誠一サスペンス棟居刑事シリーズ
    - 2「高層の死角」 - よつば銀行 副頭取・佐々木 役（2003年4月21日）
    - 4「復讐」（2004年12月20日）

  - 探偵 左文字進9「16年目の訪問者」 - 船り宿「みさき荘」従業員 役（2004年5月10日）
- 月曜ミステリー劇場
- 森村誠一サスペンスシリーズ
  - 6「唄」 - ホテル支配人・佐伯（2006年4月24日）
  - 7「時」（2008年9月15日）-
- 月曜ゴールデン
  - 釣り刑事1「竿に掛かった大悪党!!」 - マンション管理人 役（2010年9月6日）
  - 警視庁南平班〜七人の刑事〜8真犯人は息子の仇!父として･刑事として･揺れる南平の悲しき叫びが富士山麓に木霊する! - 強盗に出くわした老人ホームの入居希望者・石川哲夫 役（2015年8月3日）
- 警視庁鑑識班2004 - 矢島検視官 役
- 原子炉の蟹 - 伏見哲夫
- こちら本池上署2
- ザ・ハングマンシリーズ
  - ザ・ハングマン
  - 新ハングマン
  - ザ・ハングマン MISSION-2000 短縮版
- 七人の女弁護士 マスター 役
- 信濃のコロンボ事件ファイル3
- シャドウ商会変奇郎
- 食卓から愛をこめて
- 新春お取寄せドラマ おいしいデパ地下
- ずっとあなたが好きだった
- それぞれの断崖
- 大家族ドラマ 嫁の出る幕
- 大好き!五つ子 - 谷川 役
- 大捜査線
- 太陽にほえろ!
- 特命!刑事どん亀
- 翔ぶが如く - 川路聖謨 役
- 土曜ワイド劇場
  - 上野着14時43分 上越新幹線の女
  - 同居人カップルの殺人推理旅行4「嘘をつく女 熊本阿蘇〜財産を狙って欲望が渦巻く」 - 菊島清治（菊島恭子の夫・菊島酒造専務）（1996年7月6日）
  - 家政婦は見た!24「美貌の女帝とデパートの帝王 昼と夜二つの顔の秘密!」（2006年3月4日）
  - 牟田刑事官事件ファイル33「横浜〜函館大沼 崖の上の女、下の女!」- 沢木那美の父･沢木松男 役（2007年6月23日）
  - ショカツの女 新宿西署 刑事課強行犯係
    - 第1作 - 17年前の現金輸送車の警備員･田代啓介 役（2007年11月10日）
    - 第8作 - 裁判長（2013年12月14日）

  - 広域警察3 - 井岡剛三（井岡浩二の父・井岡興産の会長）役（2012年11月17日）
- ドラマ結婚式場 花嫁介添人がゆく
- トリカブト殺人事件 疑惑の女
- 涙のアンパンマン・マーチ
- 流れ星お銀!事件解決いたします1
- 虹への手紙
- ニュースキャスター 霞涼子
- 拝啓オグリキャップ様
- はぐれ刑事純情派12
- 花村大介
- 晴れのち晴れ
- 緋の十字架
- フォトグラファー桜井美由紀3 - 秋谷康彦 役
- 不断草
- 誇りの報酬 第18話「真昼の挑戦者」 - スナック店主 役
- まかせてダーリン
- 水戸黄門
  - 水戸黄門 第38部 - 橘屋庄右衛門 役
  - 水戸黄門 第43部 - 竹庵 役
- ミニパト婦警の事件簿 違法駐車殺人事件
- 夕映えの松江 鰻のたたき
- 世にも奇妙な物語
- ラスト・フレンド
- 理想の生活
- 龍馬伝
- ロマンス
- わたしが殺した私
- 警視庁強行犯係・樋口顕5（2019年）- 黒崎幸次郎 役

### Vシネマ
- ザ・ワイルドビート 裏切りの鎮魂歌（1994年）
- 打鐘 男たちの激情（1994年）- 佐久間 役
- 日本極道史 誇り高き戦い 新たなる抗争（1999年）

### 舞台
- 12人の怒れる男

### CM
- 三共製薬・新ルル-A錠（1993年）
- Eトレード証券（2000年）
- 大塚製薬・カロリーメイト（2007年）

### VP
- マイクロソフト・「これからのパソコン教育」（1999年）